# Bonte dwergtriller
De bonte dwergtriller (Hemipus picatus) is een zangvogel uit de familie Vangidae (vanga's).

## Verspreiding en leefgebied
Deze soort komt voor van India tot Zuidoost-Azië en telt vier ondersoorten:
- H. p. capitalis: van de Himalaya tot noordelijk Myanmar en noordelijk Indochina.
- H. p. picatus: van India tot zuidelijk Myanmar en zuidelijk Indochina.
- H. p. intermedius: Maleisië, Sumatra en Borneo.
- H. p. leggei: Sri Lanka.

## Status
De grootte van de populatie is niet gekwantificeerd maar de soort wordt omschreven als algemeen tot plaatselijk algemeen. Op de Rode lijst van de IUCN heeft deze soort de status niet bedreigd.

## Externe link